# Chapelle Saint-Pierre de Gap
La chapelle Saint-Pierre est une chapelle du diocèse de Gap et d'Embrun située à Gap, dans les Hautes-Alpes.

## Historique et architecture
Située dans le hameau de Treschâtel, vraisemblablement bâtie à la fin du XVIIe-début XVIIIe siècle, la chapelle a été construite selon un plan longitudinal à une seule nef.